# Невроз серця
Невроз серця або кардіоневроз — різновид неврозу, який проявляється в порушенні нервової регуляції функцій серця, яке не пов'язане з патологією або структурними змінами серця. 
Серце один з життєво важливих органів. Статистика серцевих патологій невблаганно зростає і молодшає. З болями у серці, в наш час, люди звертаються до лікарів дуже часто. Перед тим, як вирішити вести розмову про невроз серця з психологом чи психотерапевтом, в першу чергу варто звернутися до лікаря за повноцінною діагностикою, щоб виключити соматичну патологію.
Кардіоневроз в МКХ – 10 класифікується, як соматоформна дисфункція вегетативної нервової системи (F 45.3). Нервово-психічний розлад, що викликає збої в нормальній роботі серця. Виявляється невроз епізодично або серією нападів протягом тижнів або навіть місяців, як правило, на тлі стресів, сильних емоційних переживань, безсоння, психічних перевантажень, вживання алкоголю або наркотиків, куріння та ін. Симптоматика може проявлятися в болях в області серця, болях в загрудинній області, відчуття тремтіння або завмирання серця, загальне нездужання, млявість, коливання артеріального тиску, оніміння кінцівок, головний біль, запаморочення, безпричинні зміни ритму серця, задишка, тривожність, безсоння, зміна кольору шкіри обличчя. Болі в області серця можуть відбиватися в руку і проявлятися в болях в руці. Хворим з діагнозом «невроз серця» потрібно нормалізувати спосіб життя, перейти на збалансоване правильне харчування, додати в розпорядок дня фізичні навантаження, отримати призначення на фізіопроцедури, відвідувати сеанси психотерапії, акупунктури, можливо, гіпнозу. Показано санаторно-курортне лікування. Медикаментозна терапія включає приймання седативних, заспокійливих, антиангінальних препаратів, бета-блокаторів, вітамінних комплексів.
При діагнозуванні невроз серця слід відрізняти від стенокардії.